# Bernard Reymond
Pour les articles homonymes, voir Reymond.
 (septembre 2022).
La mise en forme du texte ne suit pas les recommandations de Wikipédia : il faut le « wikifier ».
Les points d'amélioration suivants sont les cas les plus fréquents. Le détail des points à revoir est peut-être précisé sur la page de discussion.
- Les titres sont pré-formatés par le logiciel. Ils ne sont ni en capitales, ni en gras.
- Le texte ne doit pas être écrit en capitales (les noms de famille non plus), ni en gras, ni en italique, ni en « petit »…
- Le gras n'est utilisé que pour surligner le titre de l'article dans l'introduction, une seule fois.
- L'italique est rarement utilisé : mots en langue étrangère, titres d'œuvres, noms de bateaux, etc.
- Les citations ne sont pas en italique mais en corps de texte normal. Elles sont entourées par des guillemets français : « et ».
- Les listes à puces sont à éviter, des paragraphes rédigés étant largement préférés. Les tableaux sont à réserver à la présentation de données structurées (résultats, etc.).
- Les appels de note de bas de page (petits chiffres en exposant, introduits par l'outil «  Source ») sont à placer entre la fin de phrase et le point final[comme ça].
- Les liens internes (vers d'autres articles de Wikipédia) sont à choisir avec parcimonie. Créez des liens vers des articles approfondissant le sujet. Les termes génériques sans rapport avec le sujet sont à éviter, ainsi que les répétitions de liens vers un même terme.
- Les liens externes sont à placer uniquement dans une section « Liens externes », à la fin de l'article. Ces liens sont à choisir avec parcimonie suivant les règles définies. Si un lien sert de source à l'article, son insertion dans le texte est à faire par les notes de bas de page.
- La présentation des références doit suivre les conventions bibliographiques. Il est recommandé d'utiliser les modèles {{Ouvrage}}, {{Chapitre}}, {{Article}}, {{Lien web}} et/ou {{Bibliographie}}. Le mode d'édition visuel peut mettre en forme automatiquement les références.
- Insérer une infobox (cadre d'informations à droite) n'est pas obligatoire pour parachever la mise en page.

Pour une aide détaillée, merci de consulter Aide:Wikification.
Si vous pensez que ces points ont été résolus, vous pouvez retirer ce bandeau et améliorer la mise en forme d'un autre article.
Bernard Reymond, né le 7 janvier 1933 à Lausanne et mort le 29 juin 2025, est un pasteur et théologien suisse, professeur honoraire de théologie pratique à la Faculté de théologie de l'université de Lausanne. Il est une personnalité du protestantisme libéral.

## Biographie
En 1975, Bernard Reymond soutient une thèse sur le théologien protestant Auguste Sabatier intitulée Le Procès de l'autorité dans la théologie d'Auguste Sabatier. Il traduit aussi un ouvrage du théologien et philosophe allemand Friedrich Schleiermacher.
Il devient pasteur à l'Oratoire du Louvre, à Paris, puis dans le canton de Vaud.
Dans ses ouvrages, Bernard Reymond étudie en particulier les liens entre la religion et la culture sous ses différentes formes : littérature, beaux-arts, cinéma...
Il est à l'origine de la Société internationale de théologie pratique, fondée en 1992.

## Publications
Cette bibliographie recense trop d'ouvrages (septembre 2022). Les ouvrages doivent être de « référence » dans le domaine du sujet de l'article. Il peut être souhaitable de les insérer dans une référence et de les enlever de la section « bibliographie ». Il peut être également utile de créer un article bibliographique spécifique.
- Églises et vacances, Genève, Labor et Fides, 1969, 153 pp.
- Défi au protestantisme, Lausanne, L'Âge d'Homme, 1971, 95 pp.
- Auguste Sabatier et le procès théologique de l'autorité, Lausanne, L'Âge d'Homme, 1976, 334 pp.
- Une Église à croix gammée? Le protestantisme allemand au début du régime nazi (1932-1935), Lausanne, L'Âge d'Homme, 1980, 313 pp.
- Neuf histoires pour le temps de Noël, Neuchâtel, Belle Rivière, 1981, 157 pp.
- Liturgies en chantier – Principes et modèles, Lausanne, Belle Rivière, 1984, 144 pp.
- Théologien ou prophète? Les francophones et Karl Barth avant 1945, Lausanne, L'Âge d'Homme, 1985, 250 pp.
- Catholiques et protestants dans le Pays de Vaud, Histoire et population 1536-1986  (avec un texte d'Olivier Blanc), Genève, Labor et Fides, 1986, pp.11-131
- A la redécouverte d'Alexandre Vinet, Lausanne, L'Âge d'Homme, 1990, 159 p.
- La femme de pasteur: un sacerdoce obligé?, Genève, Labor & Fides, 1991, 101 p.
- Entre la grâce et la loi  – Introduction au droit ecclésial protestant, Genève, Labor et Fides, 1992, 194 pp.
- Relectures d'Alexandre Vinet, textes rassemblés par Doris Jakubec et Bernard Reymond, Lausanne, L'Âge d'Homme, 1993, 185 pp.
- La théologie pratique. –Statut, méthodes, perspectives d'avenir, textes rassemblés par Bernard Reymond et Jean-Michel Sordet, Paris, Beauchesne (coll. Le point théologique, 57 ), 1993, 394 pp.
- L'architecture religieuse des protestants – Histoire, caractéristiques, problèmes actuels, Genève, Labor et Fides, 1996, 295 pp. Trad. japonaise : Tokyo, Kyo Bun Kwan, 2003, 337 + XVII p.
- Comment enseigner l'homilétique  – Actes du colloque de Lyon-Francheville 1996, textes rassemblés par Bernard Reymond et Jean-Luc Rojas, Lausanne, Institut romand de Pastorale, 1996, 186 pp.
- Temples de Suisse romande – À la découverte d'un patrimoine, Yens, Cabédita, 1997, 217 pp.
- Daniel Marguerat & Bernard Reymond (éd.), Le protestantisme et son avenir, Genève, Labor et Fides, 1998, 150 p.
- De vive voix. Oraliture et prédication, Avant-propos de Pierre Gisel, Genève, Labor et Fides, 1998, 159 p.
- Le protestantisme en Suisse romande. Portraits et effets d'une influence, Genève, Labor et Fides, 1999, 160 p.
- Le protestantisme et les images. Pour en finir avec quelques clichés, Genève, Labor et Fides, 1999, 130 p.
- Le protestantisme et la musique. Musicalités de la Parole, Genève, Labor et Fides, 2002, 173 p.
- Théâtre et christianisme, préface de François Rochaix, Genève, Labor et Fides, 2002, 178 p.
- Sur la trace des théologies libérales. Un demi-siècle de rencontres, de lectures et de réflexions, Paris, van Dieren, 2002, 203 p.
- L’architecture religieuse des protestants, édition japonaise, Tokyo, Kyo Bun Kwan, 2003, 337 + XVII p.
- André Gounelle et Bernard Reymond, En chemin avec Paul Tillich, Münster i.W., LIT, 2004, 231 p.
- Le protestantisme et ses pasteurs. Une belle histoire bientôt finie ?, Genève, Labor et Fides, 2007, 120 p.
- Robinson Crusoé : Le ciel vu de mon île déserte, Paris, van Dieren, 2007, 63 p.
- Le protestantisme et la littérature. Portraits croisés d’un horizon partagé, Genève, Labor et Fides, 2008, 174 p.
- Le protestantisme et Calvin : que faire d’un aïeul si encombrant ?, Genève, Labor et Fides, 2008, 134 p.  Trad. allemande : Der Protestantismus und Calvin. Wie umgehen mit einem so sperrigen Ahnen ?, trad. Régine Lagarde, Aarau, Keller Druck, 2010, 67 p.
- A la découverte de Schleiermacher, Paris, van Dieren, 2008, 111 p.
- Le protestantime et le cinéma. Les enjeux d’une rencontre tardive et stimulante, Genève, Labor et Fides, 2010, 123 p.
- Auguste Sabatier, un théologien à l’air libre (1839-1901), Genève, Labor et Fides, 2011, 143 p.
- Dieu survivra-t-il au dernier Homme ? Essai sur la religion de l’Homo sapiens, Genève, Labor et Fides, 2012, 148 p.
- Histoires à dire et à lire pour Noël et autres fêtes, Le Mont/Lausanne, Ouverture,  2012,  165 p.
- Andre Gounelle, Laurent Gagnebin, Bernard Reymond, Evangile et liberté : trois parcours pour un christianisme crédible, préface de Jean Baubérot, Paris, van Dieren, 2013, 82 p.
- La porte des cieux. Architecture des temples protestants, Lausanne, Presses polytechniques et universitaires romandes, 2015, 159 p.
- La multitude pour horizon : l’Église nationale vaudoise 1798-1966, Le Mont-sur-Lausanne, Ouverture, 2016, 101 p.
- Le temple elliptique de Chêne-Pâquier 1667-2017, Chêne-Pâquier, paroisse, 2017, 23 p.
- Ernst Troeltsch et la théologie en modernité, Paris, van Dieren, 2018, 104 p.
- Cher Zwingli… Dialogue à une voix avec un grand réformateur, Genève, Labor et Fides, 2021, 134 p.

### Traductions
- Traduction, préface et notes de Friedrich Daniel Ernst Schleiermacher, De la religion. Discours aux personnes cultivées d’entre ses mépriseurs, Paris, van Dieren, 2004
- Présentation, traduction et notes d'Ernst Troeltsch, Le christianisme, l’histoire et les grandes religions, Paris, van Dieren, 2013, 134 p.
- Présentation, traduction et notes d'Ernst Troeltsch, Traité du croire (Glaubenslehre), une dogmatique, Paris, van Dieren, 2014, 389 p.
- Traduction, présentation et notes (avec la collaboration de Lucie Kaennel) d'Ernst Troeltsch, La philosophie sociale du christianisme, Conférences de 1911 à 1922, Paris, van Dieren, 2018, 105 p.
- Traduction, présentation et notes de Friedrich Schleiermacher, La cohérence de la foi chrétienne, Genève, Labor et fides, 2018, 841 p. (avec un avant-propos de Christophe Chalamet)
- Traduction, présentation et notes de Huldrych Zwingli, Les 67 thèses réformatrices de 1523 et leurs commentaires, Genève, Labor et Fides, 2021, 456 p.

### Éditions de textes
- Édition, introduction et notes d'Albert Schweitzer, Les religions mondiales et le christianisme, Lausanne, L'Âge d'Homme, 1975, 77 pp.
- Édition d'Alexandre Vinet, « La vérité n'a point de couture »  – Réflexions et aphorismes tirés des agendas, Lausanne, L'Âge d'Homme, 1983, 245 pp.
- Édition, introduction et notes de Karl Barth - Pierre Maury, « Nous qui pouvons encore parler… » – Correspondance 1928-1956, Lausanne, L'Âge d'Homme, 1985, 299 pp.
- Édition révisée, introduction et notes d'Albert Schweitzer, Les religions mondiales et le christianisme, Paris, van Dieren, 2000, 77 p.